# Episodi di Degrassi High (prima stagione)
La prima stagione della serie televisiva Degrassi High è stata trasmessa in anteprima in Canada dalla CBC tra il 6 novembre 1989 e il 13 febbraio 1990.
| nº | Titolo originale           | Titolo italiano | Prima TV Canada  | Prima TV Italia |
| -- | -------------------------- | --------------- | ---------------- | --------------- |
| 1  | A New Start (Part 1)       |                 | 6 novembre 1989  |                 |
| 2  | A New Start (Part 2)       |                 | 6 novembre 1989  |                 |
| 3  | Breaking Up Is Hard to Do  |                 | 13 novembre 1989 |                 |
| 4  | Dream On                   |                 | 20 novembre 1989 |                 |
| 5  | Everybody Wants Something  |                 | 27 novembre 1989 |                 |
| 6  | Nobody's Perfect           |                 | 5 dicembre 1989  |                 |
| 7  | Just Friends               |                 | 12 dicembre 1989 |                 |
| 8  | Little White Lies          |                 | 19 dicembre 1989 |                 |
| 9  | Sixteen (Part 1)           |                 | 9 gennaio 1990   |                 |
| 10 | Sixteen (Part 2)           |                 | 9 gennaio 1990   |                 |
| 11 | All in a Good Cause        |                 | 16 gennaio 1990  |                 |
| 12 | Natural Attraction         |                 | 23 gennaio 1990  |                 |
| 13 | Testing One, Two, Three... |                 | 30 gennaio 1990  |                 |
| 14 | It Creeps!!                |                 | 6 febbraio 1990  |                 |
| 15 | Stressed Out               |                 | 13 febbraio 1990 |                 |